# 소셜 소프트웨어
소셜 소프트웨어(social software)에는 인터넷을 기반으로 하는 커뮤니케이션 및 대화형 도구가 포함되어 있다. 소셜 앱 또는 소셜 플랫폼이라고도 한다. 커뮤니케이션 도구는 일반적으로 커뮤니케이션 캡처, 저장 및 제시를 처리하며, 일반적으로 서면으로 작성되지만 점차 오디오 및 비디오도 포함된다. 대화형 도구는 사용자 쌍 또는 그룹 간의 중재된 상호 작용을 처리한다. 그들은 사용자 간의 연결을 구축하고 유지하는 데 중점을 두고 대화의 메커니즘을 촉진한다. 소셜 소프트웨어는 일반적으로 개인의 협업 행동, 커뮤니티 조직 및 형성, 자기 표현, 사회적 상호 작용 및 피드백을 가능하게 하는 소프트웨어를 의미한다. 소셜 소프트웨어에 대한 기존 정의의 또 다른 요소는 중앙 집중식 또는 자체 규제 방식으로 사람들 간의 구조화된 의견 중재를 허용한다는 것이다. 소셜 소프트웨어의 가장 개선된 영역은 웹 2.0 애플리케이션이 그 어느 때보다 사람들 간의 협력과 온라인 커뮤니티 생성을 촉진할 수 있다는 것이다. 소셜 소프트웨어가 제공하는 기회는 즉각적인 연결과 학습 기회이다. 소셜 소프트웨어를 정의하는 또 다른 특징은 상호 작용 및 협업 외에도 사용자의 집단적 행동을 집계하여 군중이 개인에게서 배울 수 있을 뿐만 아니라 개인도 군중으로부터 배울 수 있다는 것이다. 따라서 소셜 소프트웨어를 통해 구현되는 상호 작용은 일대일, 일대다 또는 다대다일 수 있다.